# Championnat de Roumanie de football 1967-1968
Navigation
Saison précédente Saison suivante
La saison 1967-1968 du Championnat de Roumanie de football est la 50e édition de la première division roumaine. Le championnat rassemble les 14 meilleures équipes du pays au sein d'une poule unique, où chaque club rencontre tous ses adversaires deux fois, à domicile et à l'extérieur. La Divizia A passe de 14 à 16 clubs à partir de la saison prochaine : il n'y a donc qu'un club relégué à la fin de la saison et trois clubs promus de Divizia B.
C'est le club du Steaua Bucarest qui termine en tête du championnat et remporte le 7e titre de champion de Roumanie de son histoire.

## Les 14 clubs participants
| - Dinamo Bucarest - Dinamo Bacău - Promu de Divizia B - FC Petrolul Ploiești - Steaua Bucarest - FC Progresul Bucarest - Steagul Roșu Orașul Brașov - Farul Constanța | - UT Arad - FC Argeș Pitești anc. Dinamo Pitești - Universitatea Cluj - FC Rapid Bucarest - Universitatea Craiova - ASA Târgu Mureș - Promu de Divizia B - SC Jiul Petroșani |

## Compétition

### Classement
Le classement est établi en utilisant le barème suivant :
- Victoire : 2 points
- Match nul : 1 point
- Défaite, forfait ou abandon : 0 point

| Rang | Équipe                     | Pts | J  | G  | N | P  | Bp | Bc | Diff |
| ---- | -------------------------- | --- | -- | -- | - | -- | -- | -- | ---- |
| 1    | Steaua Bucarest            | 33  | 26 | 14 | 5 | 7  | 45 | 26 | +19  |
| 2    | FC Argeș Pitești           | 33  | 26 | 14 | 5 | 7  | 40 | 23 | +17  |
| 3    | Dinamo Bucarest (C)        | 31  | 26 | 13 | 5 | 8  | 34 | 31 | +3   |
| 4    | UT Arad                    | 26  | 26 | 11 | 4 | 11 | 25 | 24 | +1   |
| 5    | FC Petrolul Ploiești       | 26  | 26 | 12 | 2 | 12 | 27 | 29 | -2   |
| 6    | Dinamo Bacău (P)           | 26  | 26 | 12 | 2 | 12 | 33 | 38 | -5   |
| 7    | Farul Constanța            | 25  | 26 | 10 | 5 | 11 | 37 | 32 | +5   |
| 8    | SC Jiul Petroșani          | 25  | 26 | 11 | 3 | 12 | 36 | 36 | 0    |
| 9    | FC Rapid Bucarest (T)      | 25  | 26 | 10 | 5 | 11 | 32 | 33 | -1   |
| 10   | Universitatea Cluj         | 25  | 26 | 10 | 5 | 11 | 36 | 37 | -1   |
| 11   | Universitatea Craiova      | 23  | 26 | 11 | 1 | 14 | 28 | 31 | -3   |
| 12   | ASA Târgu Mureș (P)        | 22  | 26 | 7  | 8 | 11 | 28 | 41 | -13  |
| 13   | Progresul Bucarest         | 21  | 26 | 6  | 9 | 11 | 23 | 31 | -8   |
| 14   | Steagul Roșu Orașul Brașov | 21  | 26 | 8  | 5 | 13 | 20 | 32 | -12  |

|  | Qualifié pour la Coupe des clubs champions 1968-1969  |
|  | Qualifié pour la Coupe des Coupes 1968-1969           |
|  | Qualifié pour la Coupe des villes de foires 1968-1969 |
|  | Relégation en Divizia B                               |

## Bilan de la saison
| Tableau d'Honneur                   |                 |
| Compétition                         | Vainqueur       |
| Championnat de Roumanie de football | Steaua Bucarest |
| Coupe de Roumanie de football       | Dinamo Bucarest |

| Qualifications européennes           |                                    |
| Compétition                          | Qualifié                           |
| Coupe des clubs champions 1968-1969  | Steaua Bucarest                    |
| Coupe des Coupes 1968-1969           | Dinamo Bucarest                    |
| Coupe des villes de foires 1968-1969 | FC Argeș Pitești FC Rapid Bucarest |

| Promotions et relégations |                                             |
| Promus en Divizia A       | Crișul Oradea Politehnica Iași Vagonul Arad |
| Relégués en Divizia B     | Steagul Roșu Orașul Brașov                  |